# Loupiac (Cantal)
Pour les articles homonymes, voir Loupiac.
Loupiac est une commune associée de Pleaux et une ancienne commune française, située dans le département du Cantal en région Auvergne-Rhône-Alpes.

## Histoire
Elle a fusionné en 1973 sous le régime de la fusion-association avec les communes de Pleaux, Saint-Christophe-les-Gorges et Tourniac. La commune avait une superficie de 13,10 km2.

## Administration

### Maires délégués
Loupiac étant une commune associée, elle dispose d'un maire délégué.
| Période                                  | Période  | Identité            | Étiquette | Qualité |
| ---------------------------------------- | -------- | ------------------- | --------- | ------- |
| mars 2014                                | 2020     | Michel Champs       |           |         |
| 2020                                     | En cours | Jean-Claude Cheymol |           |         |
| Les données manquantes sont à compléter. |          |                     |           |         |

### Maires
| Période                                  | Période | Identité | Étiquette | Qualité |
| ---------------------------------------- | ------- | -------- | --------- | ------- |
|                                          |         |          |           |         |
| Les données manquantes sont à compléter. |         |          |           |         |

## Démographie
| 1793 | 1800 | 1806 | 1821 | 1831 | 1836 | 1841 | 1846 | 1851 |
| ---- | ---- | ---- | ---- | ---- | ---- | ---- | ---- | ---- |
| 486  | 353  | 373  | 508  | 500  | 536  | 508  | 539  | 486  |

| 1856 | 1861 | 1866 | 1872 | 1876 | 1881 | 1886 | 1891 | 1896 |
| ---- | ---- | ---- | ---- | ---- | ---- | ---- | ---- | ---- |
| 530  | 531  | 501  | 501  | 578  | 600  | 888  | 559  | 621  |

| 1901 | 1906 | 1911 | 1921 | 1926 | 1931 | 1936 | 1946 | 1954 |
| ---- | ---- | ---- | ---- | ---- | ---- | ---- | ---- | ---- |
| 581  | 645  | 660  | 625  | 628  | 625  | 615  | 507  | 439  |

| 1962 | 1968 | 1975 | 1982 | 1990 | 1999 | 2007 | 2012 | 2013 |
| ---- | ---- | ---- | ---- | ---- | ---- | ---- | ---- | ---- |
| 424  | 373  | -    | -    | -    | -    | 191  | 178  | 177  |

Histogramme

(élaboration graphique par Wikipédia)

## Culture locale et patrimoine

### Lieux et monuments
- Les ruines du château de La Roche (XIVe siècle).

### Personnalités liées à la commune
- Jacques Lassalle (1936-2018), homme de théatre, y a passé une partie de son enfance[5].